# Le Dragon récalcitrant (court métrage)
Pour plus de détails, voir Fiche technique et Distribution.
Le Dragon récalcitrant (The Reluctant Dragon) est un court métrage d'animation américain de Hamilton Luske, et la séquence phare du film-documentaire éponyme Le Dragon récalcitrant sorti initialement aux États-Unis en 1941. Il est inspiré en partie du roman pour enfants homonyme de Kenneth Grahame, publié en 1898. Il a été édité seul en octobre 1975 sur bande 16 mm et en 1987 en vidéo.

## Résumé
Un petit garçon rêve d’être chevalier et chasseur de dragon jusqu'à ce qu'il découvre la cachette d’un spécimen pas comme les autres. En effet, ce drôle de dragon aime prendre du bon temps, jouer et chanter. Il ne crache pas de feu et, plus que tout, déteste se battre. Le petit garçon décide de lui apprendre à se comporter comme un véritable dragon...

## Fiche technique
- Titre original : The Reluctant Dragon
- Titre français : Le Dragon récalcitrant
- Réalisateur : Hamilton Luske assisté de Ford Beebe, Jim Handley, Erwin L. Verity
- Scénaristes : Erdman Penner et T. Hee d'après Kenneth Grahame
- Voix : Pinto Colvig (Dingo), John McLeish (narrateur)
- Producteur : Walt Disney
- Société de production : Walt Disney Productions
- Distributeur : RKO Radio Pictures
- Date de sortie : 20 juin 1941
- Format d'image : Couleur (Technicolor)
- Son : Mono (RCA Sound System)
- Durée : 12 min
- Langue : Anglais
- Pays  États-Unis

## Distribution

### Voix originales
- Claud Allister : Sir Giles
- Barnett Parker : The Dragon
- Billy Lee : The Boy
- Val Stanton : Courier
- J. Donald Wilson : Narrateur

### Voix françaises
- Benoît Allemane : Narrateur
- Brigitte Lecordier : Le Garçon
- Jacques Ferrière : Le Dragon Récalcitrant
- Gérard Hernandez : Sir Giles

## Commentaires
En raison de sa récompense aux Oscars, ce court métrage a été diffusé dans la seconde version de la compilation Academy Award Review of Walt Disney Cartoons sortie en 1966.